# Hecamedoides anomalus
Hecamedoides anomalus är en tvåvingeart som beskrevs av Canzoneri och Rampini 1994. Hecamedoides anomalus ingår i släktet Hecamedoides och familjen vattenflugor.
Artens utbredningsområde är Sierra Leone. Inga underarter finns listade i Catalogue of Life.